# Brad Woodside
Pour les articles homonymes, voir Woodside.
Bradley Brad Stanford Woodside (né le 9 octobre 1948 à Fredericton, au Nouveau-Brunswick, Canada) est un homme politique (néo-brunswickois) canadien. Il a été maire de Fredericton, au Nouveau-Brunswick, de 1986 à 1999 et de 2004 à 2016.
Il a été le premier vice-président de la Fédération canadienne des municipalités. D'abord élu comme conseiller municipal en 1981, il a été le maire adjoint. En 1986, il a été élu maire de Fredericton et réélu en 1989, 1992, 1995 et 1998. Élu une nouvelle fois aux élections municipales de 2004 et réélu en 2008 et en 2012.